# Seminário Maior de Portalegre

Fachada do seminário de Portalegre

vista do seminário

Seminário Maior de Portalegre, Diocese de Portalegre e Castelo Branco

## Um pouco de História

### As sua origens
O Seminário de Portalegre, fundado por Frei Amador Arrais, em 1590, no edifício onde atualmente esta instalado o Museu Municipal de Portalegre, foi a única instituição de ensino na cidade até ao século XIX. 
No século XVIII o edifício foi restaurado por ordem do Bispo D. Frei João de Azevedo.
Em Dezembro de 1878, muda-se o Seminário para o Convento de S. Bernardo.
Em 1948, com a chegada à diocese, então só de Portalegre, vindo do Porto, o novo Bispo, D. António Ferreira Gomes que, mais tarde, pela sua carta a Salazar se destacou no meio politico e religioso do país.
Chegado à diocese, facilmente se apercebeu, entre outras coisas, da nossa pobreza em termos de infra-estruturas pastorais. Os seminaristas de teologia estavam em Lisboa, nos Olivais; não havia um espaço onde se pudesse fazer um retiro ou qualquer encontro de formação cristã ou pastoral.
Adquire-se o terreno – a Tapada de D. Fernando, hoje quinta do Seminário.
Em 1952 é nomeado Bispo de Portalegre D. Agostinho de Moura, que dá continuidade ao projeto e com o seu entusiasmo contagiou e dinamizou toda a diocese, que reuniu os meios financeiros necessários a conclusão da obra.
Em Outubro de 1955, com a presença de muitos Bispos, quase todos os padres da diocese e milhares de pessoas vindas de todas as paróquias, O SEMINÁRIO FOI INAUGURADO.
De imediato, começaram as aulas para os 62 alunos de filosofia e teologia com ceca de uma dezena de professores, na sua maioria sacerdotes doutorados.
O edifício acolheu o Paço Episcopal – residência di Bispo – e os serviços da Câmara Eclesiástica, até aí instalados numa casa na rua dos Canastreiros, em condições deficientes.
Os serviços de cozinha e lavandaria foram assefurados, desde o princípio por religiosas, vindas de Braga. Curiosamente, a sua presença e... trabalho terminou, definitivamente, no passado dia 10, deste mês.
Para além da sua finalidade própria, ser seminário, o edifício começou a ser também, em simultâneo a CASA DIOCESANA, onde se realizavam retiros e ações de formação pastoral tanto para sacerdotes como para leigos.
É de destacar o pioneirismo de um célebre CURSO DE SOCIOLOGIA RELIGIOSA que, em 1958, reuniu, em dois turnos sucessivos, mais de uma centena de participantes, vindos de todas as dioceses portuguesas. Os trabalhos foram orientados pelo competente sociólogo francês, Cónego Bulard e coadjuvado pelo su “aluno”, o nosso conterrâneo, Cónego Albano, de Castelo de Vide.

## E hoje?
Vivem aqui meia dúzia de pessoas; há alguns serviços pastorais; um lar para sacerdotos idosos, com 2 utentes...
È vontade do nosso Bispo, D. Antonino e do Conselho Económco Diocesano dar a este edifício novas funcionalidades.
Há projetos em andamento. Vamos ver....